# Takeshi Motomiya
Takeshi Motomiya (japonais : 本宮 健史 Motomiya Takeshi (prononciation japonaise : [motomʲija takeɕi]), né le 5 décembre 1959 à Tokyo, Japon) est un artiste japonais multidisciplinaire vivant à Barcelone depuis 1986. Tout au long de sa carrière, il a travaillé dans diverses disciplines des arts visuels, dont la peinture, la gravure et la sculpture. Caractérisé par son travail de textures et de couleurs pigmentaires naturelles, son œuvre est principalement basée sur l'art abstrait et montre quelques attributs du figurativisme et de l'expressionnisme abstrait, infusés dans les anciens dieux japonais, le contenu biblique et la mythologie grecque et égyptienne.
Élevé et formé au Japon, et ayant vécu à Paris avant de s'installer à Barcelone, le travail de Motomiya a été exposé dans plusieurs villes européennes telles que Barcelone, Paris, Amsterdam et Mahón (Minorque). Cependant, la grande majorité de ses œuvres sont exposées dans son pays natal, le Japon.
Grâce à sa spécialisation en gravure et à la création ultérieure de l'atelier Taller Nou, il a travaillé avec des artistes nationaux et internationaux, tels qu'Antoni Tàpies, Barry Flanagan, Balthus, Miquel Barceló et Perejaume. L'atelier a été reconnu comme l'un des meilleurs ateliers de gravure d'Espagne.

## Vie et éducation
Takeshi Motomiya est né le 5 décembre 1959 à Shibuya, Tokyo. Il est issu d'une famille de peintres de haute naissance et a grandi dans un environnement artistique, entre galeries et expositions. Sa grand-mère, Migishi Setsuko (japonais : 三岸 節子, 1905-1999),, connue comme l'une des femmes japonaises pionnières de la peinture à l'huile, et son grand-père, Migishi Kōtarō (japonais : 三岸 好太郎, 1903-1934), connu comme l'un des premiers peintres à s'être lancé dans la peinture surréaliste au Japon, ont été les principaux personnages influents de l'intérêt de Motomiya pour le monde de l'art.
Il est diplômé des Beaux-Arts en 1982, avec une maîtrise spécialisée dans les techniques de gravure en 1984 par l'université des beaux-arts Tama. Bien que sa formation académique ait été axée sur la gravure, son développement personnel en tant qu'artiste a surtout mûri dans le domaine de la peinture.
En 1984, à l'invitation de sa grand-mère qui vivait alors en France, Motomiya entreprend son premier voyage en Europe avec l'intention de se familiariser avec l'art des musées européens. Tout en résidant en France, Motomiya a voyagé à travers l'Europe où il a eu l'occasion d'exposer aux côtés de ses grands-parents et de son oncle dans une exposition commune à la Galerie d'Eendt à Amsterdam en 1986.
C'est cette même année, lors d'un de ses voyages en Europe, que Motomiya, à l'âge de 27 ans, est tombé amoureux de la ville de Barcelone, où il est établi depuis 1986. C'est lors de son installation à Barcelone que Motomiya a commencé à se concentrer entièrement sur sa peinture.

## Carrière
Le travail de Motomiya a été exposé principalement dans des galeries d'art à Tokyo telles que la Galerie Ueda, la Galerie 421, le 21+yo, la Galerie Okumura ou la Galerie Libre. Il a également exposé dans des galeries d'art à travers le Japon, notamment à la galerie Yamaguchi à Chiba et à la galerie Ecru-no-mori à Mishima. Il a participé à plusieurs éditions de la Nippon International Contemporary Art Fair, actuellement connue sous le nom de Art Fair Tokyo, et a exposé à plusieurs éditions de la Japan Art Dealers Association à Tokyo.

En dehors du Japon, le travail de Motomiya a surtout été exposé en Europe, dans des villes comme Barcelone, Paris, Amsterdam et Mahón (Minorque) où il expose régulièrement depuis 2012.
Lors de sa première exposition à la 5e NiCAF en 1997, Motomiya a été présenté au poète et critique littéraire japonais, Makoto Ōoka (大岡 信, 1931-2017). Après avoir vu le travail de Motomiya, Ōoka l'a décrit comme l'artiste peint par des images, qu'il a ensuite utilisé comme titre de l'article dans lequel il a écrit sur le travail de Motomiya. Ōoka, venu admirer le travail de l'artiste, est devenu un acheteur régulier des œuvres de Motomiya. Aujourd'hui, certaines de ces peintures font partie de la collection privée exposée au musée Ōoka Makoto Kotoba, à Mishima, dans la préfecture de Shizuoka.
En 2009, Motomiya a commencé à enseigner les techniques de gravure à l'Escola Massana de Barcelone dans le cadre du cours d'édition expérimentale du programme permanent de la Massana. Le cours a été enseigné jusqu'en 2012.

### Le studio Taller Nou
Après s'être installé à Barcelone, en 1989, tout en poursuivant son travail en peinture, il fonde avec un associé le studio Taller Nou, qui devient un atelier de gravure spécialisé dans les techniques de gravure et d'eau-forte pour les artistes professionnels.
Depuis le début de leur activité de graveur, et pendant plus de vingt ans, ils ont été le seul atelier de gravure de l'œuvre d'Antoni Tàpies. En fait, ils ont continué à travailler avec lui jusqu'au décès de l'artiste en 2012. Outre Tàpies, ils ont travaillé avec de nombreux autres artistes nationaux et internationaux, parmi lesquels Barry Flanagan, Balthus, Miquel Barceló et Perejaume.
Situé à l'origine dans le quartier de Gracia à Barcelone, le studio a été désigné comme l'un des meilleurs studios de gravure d'Espagne. Leurs œuvres ont été exposées dans des musées du monde entier, comme le Museum of Modern Art (MoMA) de New York, lors de l'exposition Antoni Tàpies in Print, ou au Musée Picasso Paris, lors de l'exposition Miquel Barceló, Sol y Sombra en 2016. Ces dernières années, certaines œuvres ont également été présentées dans des ventes aux enchères d'art dans de grandes maisons d'art comme Christie's et Bonhams.

## Travail
L'œuvre de Motomiya est connue pour son utilisation de pigments naturels que l'artiste applique, selon divers procédés, sur des panneaux de bois. Dans son atelier de Barcelone, pas de tubes, pas d'huiles ni de solvants mais de vives étagères de pots colorés. De la terre noire à la poudre de marbre, toute la gamme des tessons - extraits de cendres, de scories, d'ocre, de minéraux, d'oxydes de fer, de brou de noix, de suif ou de charbon. Ceux-ci sont ensuite broyés et étalés, ce qui donne une poudre broyée et abrasée qui imprègne le support.
Malgré le fait que la plupart de ses œuvres soient de petite taille, les titres des œuvres de Motomiya révèlent un monde immense et riche de significations qui se cache derrière chaque peinture. C'est peut-être l'une des caractéristiques les plus représentatives de l'œuvre de Motomiya. D'innombrables couches de sens qui redéfinissent complètement la signification des œuvres par rapport à ce qui était initialement perçu à l'œil nu. Ce que certains critiques d'art, écrivant sur l'œuvre de Motomiya, ont défini comme "Voir, c'est savoir, un exercice d'intelligence".
Motomiya puise généralement dans ses lectures (Bible, Dante, Goethe...) des pistes de réflexion ; expressions, proverbes, mythes. Des mots qui donnent de la couleur à l'idée. Si la figure est le plus souvent absente de ses tableaux, réduite à des apparitions subreptices, Motomiya nous donne des objets muets à méditer comme ceux de la procession du Graal. Cendres, divinités et peuples engloutis, influencés par des mondes disparus et métamorphosés, révèlent leurs traces, l'anthropomorphisme devenant abstraction, géométrie. Les œuvres de Motomiya tentent de refléter le sentiment des choses.

## Expositions
Sélection d'expositions individuelles et collectives :
- 2021 - Exposition de groupe à Encant (Mahón, Minorque, Espagne).
- 2020 - Exposition personnelle à la Yamaguchi Gallery (Chiba, Japon).
- 2017 - Expositions personnelles à la Yamaguchi Gallery (Chiba, Japon), Libre Gallery (Tokyo, Japon) et Encant (Mahón, Minorque, Espagne).
- 2016 - Exposition personnelle à la Galerie Couteron (Paris, France).
- 2014 - Exposition personnelle à la Libre Gallery (Tokyo, Japon).
- 2013 - Exposition personnelle à la Yamaguchi Gallery (Chiba, Japon).
- 2012 - Expositions personnelles à la Galerie Ecru-no-mori (Mishima, Japon) et Encant (Mahón, Minorque, Espagne)
- 2011 - Exposition personnelle à la Galerie 421 (Tokyo, Japon).
- 2010 - Exposition personnelle à la Galerie Yamaguchi (Chiba, Japon) et exposition de groupe à Encant (Mahón, Minorque, Espagne).
- 2009 - Exposition personnelle à Encant (Mahón, Minorque, Espagne) et exposition de groupe à la Galerie Punto Arte (Barcelone, Espagne).
- 2008 - Exposition personnelle à la Okumura Gallery (Tokyo, Japon).
- 2006 - Expositions personnelles à la Galerie Punto Arte (Barcelone, Espagne) et à la Galerie Yamaguchi (Chiba, Japon). Exposition de groupe à Encant (Mahón, Minorque, Espagne).
- 2005 - Exposition personnelle à la Galerie 21 + Yo (Tokyo, Japon) et expositions collectives à la Galerie Punto Arte (Barcelone, Espagne) et Encant (Mahón, Minorque, Espagne).
- 2004 - Exposition de groupe à la Galerie Punto Arte (Barcelone, Espagne).
- 2003 - Exposition personnelle à Encant (Mahón, Minorque, Espagne).
- 2002 - Exposition personnelle à la Galerie Punto Arte (Barcelone, Espagne).
- 2001 - Exposition personnelle à la 7e NiCAF * (Nippon International Contemporary Art Fair) (Tokyo, Japon) et exposition collective à la JADA (Japan Art Dealers Association) (Tokyo, Japon).
- 2000 - Exposition personnelle à la Galerie Ueda (Tokyo, Japon) et exposition de groupe à la JADA (Japan Art Dealers Association) (Tokyo, Japon).
- 1999 - Expositions personnelles à la Galerie Ueda (Tokyo, Japon) et au 6ème NiCAF * (Nippon International Contemporary Art Fair) (Tokyo, Japon). Exposition de groupe à JADA (Japan Art Dealers Association) (Tokyo, Japon).
- 1998 - Exposition personnelle à la Galerie Ueda (Tokyo, Japon).
- 1997 - Expositions personnelles à la 5e NiCAF * (Nippon International Contemporary Art Fair) (Tokyo, Japon) et à la Galerie Ueda (Tokyo, Japon).
- 1996 - Exposition personnelle à la Galerie Artara (Mahón, Minorque, Espagne).
- 1993 - Exposition de groupe à la galerie Helena Ramos (Cadaqués, Espagne).
- 1992 - Exposition de groupe à la galerie Helena Ramos (Cadaqués, Espagne).
- 1991 - Exposition de groupe à la Central Gallery (Sabadell, Espagne).
- 1990 - Expositions de groupe à la galerie Helena Ramos (Cadaqués, Espagne), à la FIAC SAGA '90 (Paris, France) et à la galerie centrale (Sabadell, Espagne).
- 1989 - Exposition de groupe à la galerie Helena Ramos (Cadaqués, Espagne).

*NICAF (Nippon International Contemporary Art Fair) - Actuellement connu sous le nom de Art Fair Tokyo.